# Dictionary.com

Dictionary.com(딕셔너리닷컴)은 도메인이 1995년 5월 14일에 처음 등록된 온라인 사전이다. Dictionary.com의 주요 콘텐츠는 랜덤하우스 원어사전(Random House Unabridged Dictionary)을 기반으로 한 독점 사전이며 사이트 편집자들은 새롭고 업데이트된 정의를 제공한다. 보충 콘텐츠는 콜린스 영어사전, 미국 문화유산 사전(American Heritage Dictionary) 등에서 제공된다. IXL 러닝이 소유하고 있다.